# هيو نيلسون (سياسي)
هيو نيلسون (بالإنجليزية: Hugh Nelson)‏ هو سياسي كندي، ولد في 25 مايو 1830 في لارن في المملكة المتحدة، وتوفي في 3 مارس 1893 في لندن في المملكة المتحدة. حزبياً، نشط في Liberal-Conservative Party ‏. وقد انتخب عضو مجلس الشيوخ الكندي وانتخب عضو مجلس العموم الكندي وانتخب Lieutenant Governor of British Columbia ‏ (1887 – 1892).